# Anthrenus verbasci
Anthrenus verbasci es un escarabajo perteneciente a la familia Dermestidae. Son una especie común, a menudo considerada una plaga de las casas domésticas y, en particular, de los museos, donde las larvas pueden dañar las fibras naturales y las alfombras, los muebles, la ropa y las colecciones de insectos. A. verbasci también fue el primer insecto que demostró tener un ritmo de comportamiento anual y hasta la fecha sigue siendo un ejemplo clásico de ciclos circanuales en animales.

## Descripción

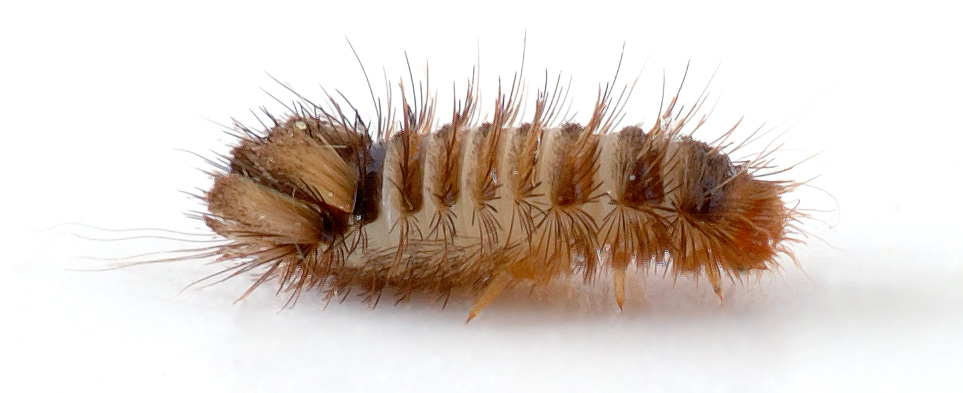
Forma larvaria de Anthrenus verbasci (4,6 mm de largo)

Los adultos de A. verbasci varían entre unos 1,7 a unos 3,5 mm de largo. El cuerpo es redondeado, casi esférico. Los élitros y el pronoto están cubiertos de finas escamas de diferentes colores, creando un patrón irregular de manchas blancas, marrones y amarillentas en estas características. Las escamas blancas se enfocan a lo largo de los márgenes laterales del pronoto y en los élitros, donde forman tres bandas transversales onduladas y brillantes. Además de estas características morfológicas, sus antenas son de 11 segmentos, con una maza de 3 segmentos.
La forma larvaria de A. verbasci mide hasta 5 milímetros de longitud. Las larvas son alargadas y están densamente cubiertas de grandes setas (pelos). Estos pelos están organizados en grupos transversales alternos de parches de color marrón claro y oscuro: la larva aparece cubierta de rayas marrones. El cuerpo suele ser más ancho en la parte posterior que en la parte delantera, donde también tiene 3 pares de mechones de cabello a lo largo de la parte trasera del abdomen que pueden usarse para la defensa personal.

### Ciclo vital

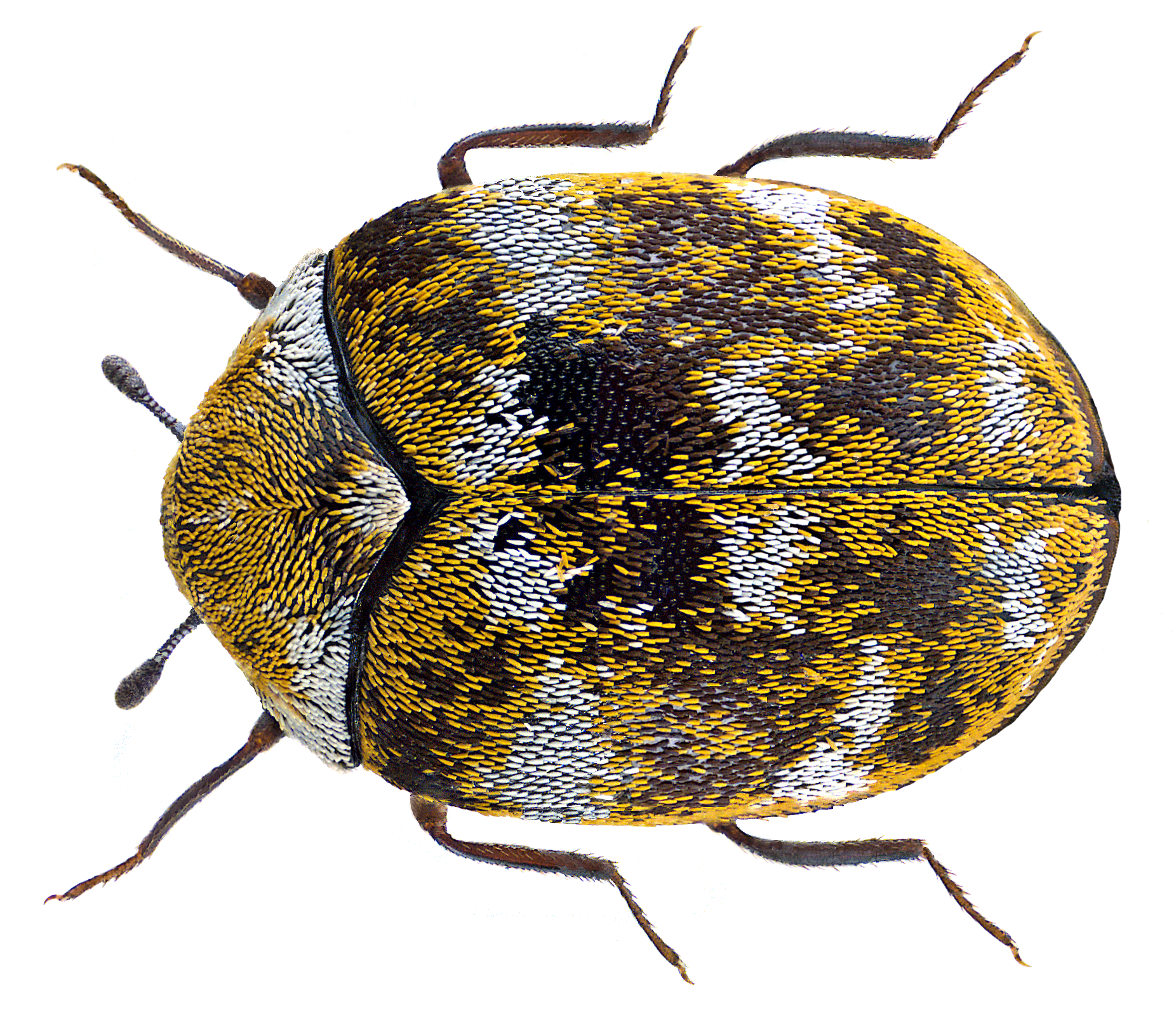
Adulto A. verbasci. Vista dorsal

A. verbasci tiene un ciclo de vida que oscila entre 1 y 3 años, según las condiciones ambientales. Un estudio de 1958 encontró que la temperatura puede afectar el desarrollo larvario, concluyendo que los períodos de incubación y pupa de A. verbasci disminuyen con el aumento de la temperatura (el ciclo de vida se acelera con un aumento moderado de la temperatura). La incubación disminuyó de 54 días a 15 °C a 12 días a 30 °C, y la pupa disminuyó de 89 días a 10 °C a 9 días a 25 °C.
Las larvas eclosionan de los huevos en la primavera y principios del verano, a menudo en los nidos de los pájaros (incluidos los del gorrión común y el vencejo común) o alrededor de telas almacenadas.
Los adultos emergen entre finales de primavera y principios de verano, volando y alimentándose del polen y el néctar de las plantas con flores. La esperanza de vida del escarabajo adultos es de unas dos semanas. Durante este período, se produce el apareamiento y los huevos se ponen, ya sea cerca del entorno humano o en nidos de pájaros, huecos de árboles y lugares secos similares donde las larvas pueden encontrar su alimento. Entonces el ciclo comienza de nuevo.

## Distribución y hábitat
Es una especie cosmopolita, encontrándose tanto en el Hemisferio Norte como el Sur, en zonas de clima templado.

## Dieta y comportamiento
Las larvas se alimentan de queratina y quitina de fibras naturales (insectos muertos, pelo de animales y plumas) a lo largo de su desarrollo, y eventualmente experimentan un período de latencia (también conocido como diapausa ) antes de convertirse en pupas en la etapa adulta. La duración de la latencia parece depender de factores ambientales, siendo el fotoperíodo el zeitgeber o desencadenante más probable. Los adultos se alimentan del polen y el néctar de las plantas con flores.

### Depredadores
Entre los depredadores naturales de A. verbasci, uno de los más estudiados es la avispa parasitoide Laelius pedatus (de la familia Bethylidae). Al descubrir una larva de A. verbasci, una avispa hembra aterrizará en el lado dorsal de la larva e intentará alinear su largo ovipositor con forma de aguijón para darle un golpe paralizante en el tórax. En respuesta, la larva erigirá pelos largos en su abdomen e intentará rozar estos pelos contra la avispa invasora. Los pelos se desprenden y se adhieren a la avispa al contacto, presumiblemente causando algún tipo de irritación. Evidentemente, tal irritación no es suficiente para disuadir un ataque a las larvas de A. verbasci, ya que la gran mayoría de los ataques tienen éxito. En comparación, la especie de escarabajo estrechamente relacionada Anthrenus flavipes, que tiene pelos un poco más largos que A. verbasci, usa esa defensa de manera más efectiva.
Después de una sola picadura exitosa, el escarabajo queda paralizado permanentemente. Todo el proceso desde el aterrizaje hasta la parálisis completa dura aproximadamente 40 segundos. L. pedatus no pone huevos inmediatamente después de que el escarabajo está paralizado, esperando hasta 24 horas antes de la oviposición. Durante este tiempo, se acicala y se quita los pelos que se le hayan pegado durante el ataque. Durante este largo proceso, ella parece monitorear el estado de parálisis de la larva mordiéndola repetidamente y monitoreando su reacción. Una vez que está lo suficientemente libre de pelos, la avispa crea un parche desnudo en el abdomen de la larva y pone de 2 a 4 huevos. Los huevos eclosionan en 3 a 4 días y las larvas se alimentan del escarabajo durante 3 a 7 días, y finalmente matan al huésped. Luego tejen capullos cerca de la cáscara vacía del huésped, emergiendo algún tiempo después como avispas adultas.

## Interacción con humanos

### Como plaga doméstica

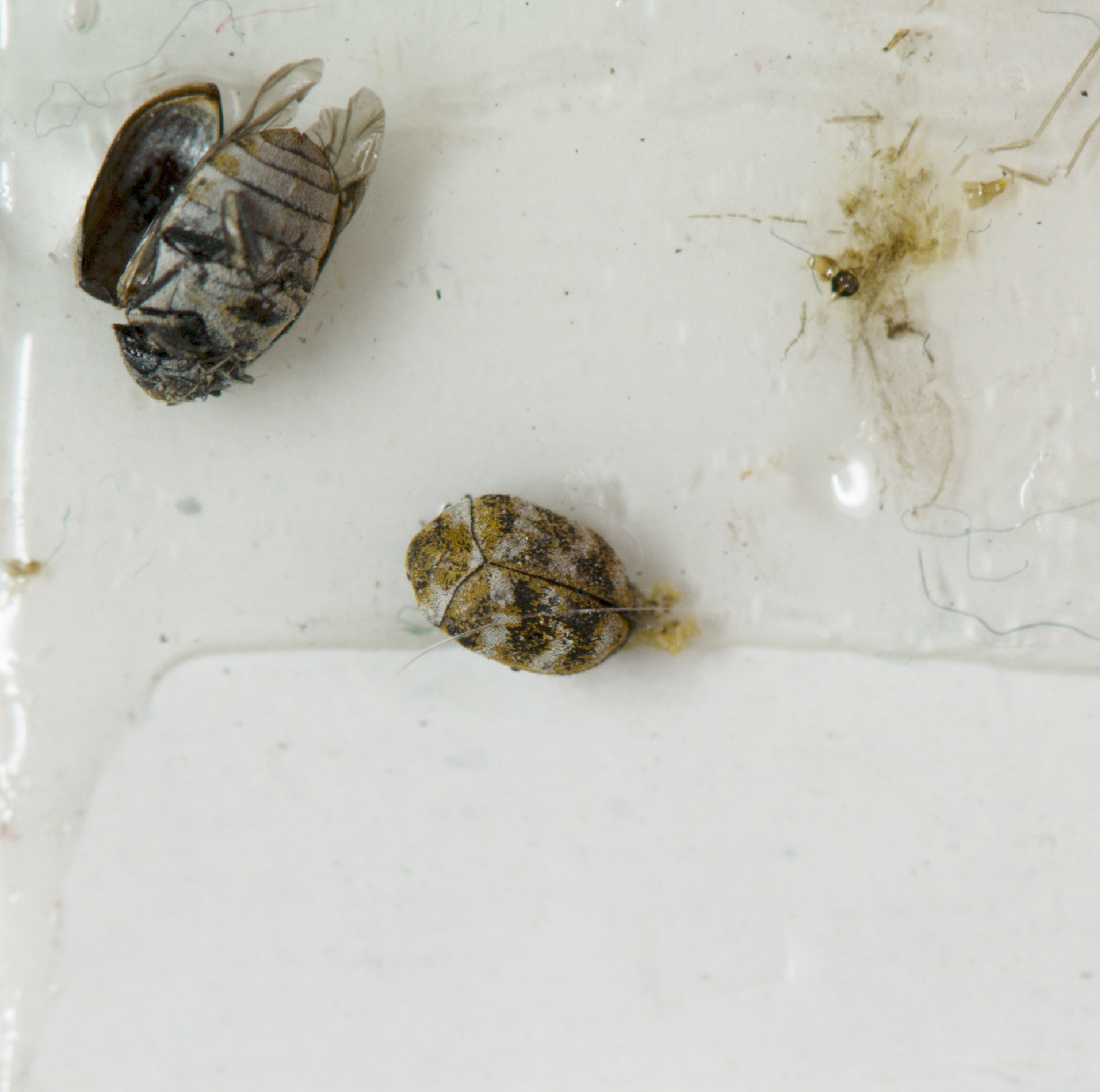
Anthraenus verbasci atrapado en una trampa pegajosa en un museo.

Las larvas de A. verbasci son una plaga doméstica común. Los escarabajos adultos suelen poner sus huevos en los conductos de aire, en los armarios, debajo de los muebles o debajo de los zócalos. Una vez eclosionadas y hasta que pupan en adultos, las larvas se esconden en áreas oscuras y tranquilas y se alimentan de materia orgánica. Por lo tanto, las larvas son responsables del daño de varios artículos, como muebles, ropa, mantas, pieles y alfombras. Se encuentran comúnmente en instrumentos musicales que se han almacenado durante largos períodos de tiempo, alimentándose de almohadillas y fieltros que se encuentran más comúnmente en instrumentos de viento de madera.

### Como plaga de museo
Las colecciones de especímenes, especialmente de insectos, también son vulnerables al ataque, lo que convierte a A. verbasci en una plaga común en los museos.  n una encuesta de 1987 de los museos de historia nacionales británicos, al menos cinco señalaron que A. verbasci se clasificó como una plaga importante para las colecciones biológicas.  Las larvas se encuentran a menudo en los nidos de gorriones y lavanderas,  y, por lo tanto, las larvas y los adultos pueden ingresar a los museos en los niveles superiores a través de las ventanas y los espacios del techo.
Las infestaciones se pueden prevenir eliminando las larvas y los adultos mediante la limpieza regular con aspiradora, la limpieza en seco o aireando la ropa al aire libre, colocando bolas de naftaleno en los armarios y eliminando los nidos de pájaros e insectos abandonados pegados al edificio. Los signos de una infestación incluyen la presencia de artículos dañados, pieles de larvas mudadas en áreas oscuras y una gran cantidad de escarabajos adultos cerca de las ventanas. Se puede disuadir o matar a A. verbasci usando insecticidas, privación de oxígeno,  congelación, y feromonas  y trampas de olor.